# Sénies de Garcia
Les Sénies de Garcia són una obra de Garcia (Ribera d'Ebre) incloses a l'Inventari del Patrimoni Arquitectònic de Catalunya.

## Descripció
Els masos més propers al riu s'abastien d'aigua mitjançant sénies. El sector del municipi on se'n localitzen més és a l'altre costat del riu Ebre, a la partida coneguda com les Sénies. Totes elles estan formades per una estructura ovalada, de la qual sobresurten dos pilars amb una biga horitzontal, on va fixada una barra metàl·lica. En aquesta hi ha diversos engranatges que permeten moure la roda vertical. Des d'una cadena fixada a la roda, proveïda de catúfols, s'extreia l'aigua del pou. Els pous estan excavats a terra i tenen una fondària considerable. L'energia motriu de la sínia es generava per tracció animal, generalment un ase o una mula, que era fixat a la barra i donava voltes a l'estructura. En alguns casos, l'aigua era conduïda a una bassa propera i s'utilitzava per al rec i per rentar la bugada. Destaquen especialment les sínies del mas del Ranci, de Ca la Llibertat, del mas de l'Enriqueta, del mas de Catra i de Ca Camot, aquest últim situat en la proximitat del riu Siurana.